# Ioan Pușcaș
Ioan Pușcaș (n. 10 iulie 1932, Treznea, județul Sălaj – 4 aprilie 2015, Șimleu Silvaniei) a fost un gastroenterolog român, format la școala medicală din Cluj, a cărui valoare este recunoscută și peste hotare. Ioan Pușcaș a fost unul dintre cei mai renumiți medici ai Sălajului și una dintre personalitățile cele mai cunoscute ale țării.
Dr. Ioan Pușcaș este primul Cetățean de Onoare al orașului Șimleul Silvaniei, pe care l-a făcut cunoscut în toată lumea.
El a purtat cu sine în cei aproape 50 de ani de profesie mesajul generos al întemeietorilor Școlii românești de medicină. A fost medic la spitalul care îi poartă numele în localitatea Șimleul Silvaniei. 

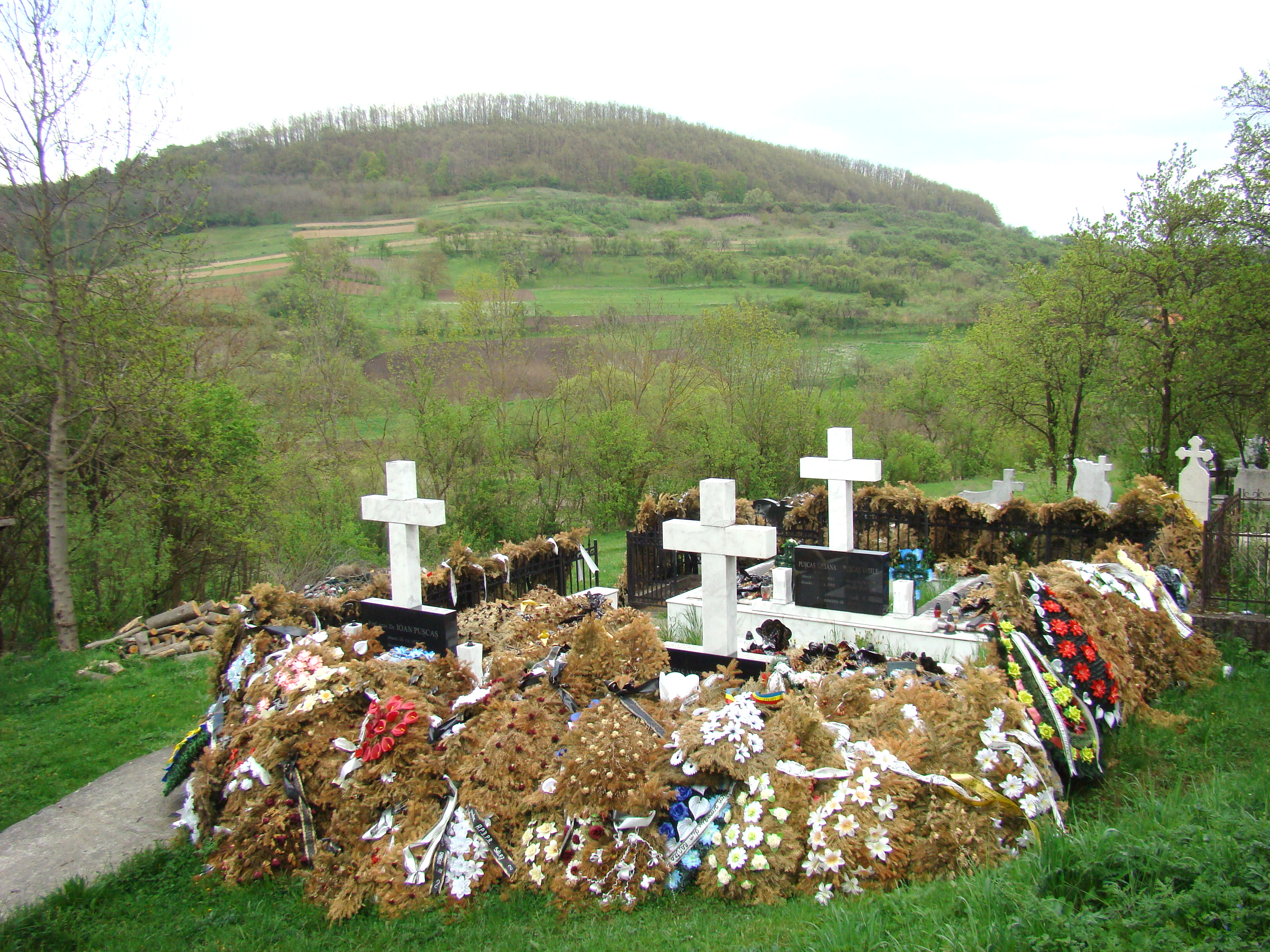
Mormântul doctorului Ioan Pușcaș, lângă cel al părinților săi, în curtea bisericii din satul natal Treznea, județul Sălaj

În 1972 a brevetat Ulcosilvanilul, un medicament cu rată de vindecare de 100% pentru ulcerul gastric.
Pușcaș a afirmat că, în 1970, l-a vindecat pe Fidel Castro de ulcer.
De-a lungul carierei sale medicale, Ioan Pușcaș a obținut două medalii de aur pentru descoperiri medicale și a avut 42 de brevete de invenții.
A publicat 17 cărți de specialitate, mare parte din ele fiind traduse în engleză, portugheză, spaniolă, japoneză.

## Legături externe
- Medalion Dr. Ioan Pușcaș la 75 de ani, Prof. Iosif POPA, Crișana
- Medicul care a descoperit leacul ce vindecă ulcerul și care i-a tratat pe dictatorul cubanez Fidel Castro și pe consilierul președintelui american John Fitzgerald Kennedy, 17 aprilie 2013, Olimpia Man, Adevărul